# Coupe du Portugal de football 1964-1965
Navigation
1963-1964 1965-1966

La Coupe du Portugal de football 1964-1965 est la 25e édition de la Coupe du Portugal de football, considéré comme le deuxième trophée national le plus important derrière le championnat. 
La finale est jouée le 4 juillet 1965, au stade national du Jamor, entre le Vitória Setúbal et le Benfica Lisbonne. Le  Vitória Setúbal remporte son premier trophée en battant le Benfica Lisbonne 3 à 1. Le Vitória Setúbal se qualifie pour la Coupe d'Europe des vainqueurs de coupe de football 1965-1966.

## Finale
| 4 juillet 1965 | Vitória Setúbal  | 3 - 1   | Benfica Lisbonne | Stade national du Jamor      |                              |
|                |                  | (1 - 0) |                  | Arbitrage : Francisco Guerra | Arbitrage : Francisco Guerra |
|                | Feuille de match |         |                  | Arbitrage : Francisco Guerra | Arbitrage : Francisco Guerra |